# 吉村短跗蛛
吉村短跗蛛（学名：Moneta yoshimurai）为球蛛科短跗蛛属的动物。分布于台湾岛等地。